# Svatá Helena (Banát)
Svatá Helena (rumunsky Sfânta Elena, německy Sankt Helena, maďarsky Dunaszentilona) je nejstarší existující českou vesnicí v rumunském Banátu. Byla založena společně s osadou Elizabeta, která však později zanikla. Od Dunaje je vesnice vzdálená asi 6 km, do vesnice vede asfaltová cesta. Vesnice má asi 300 obyvatel a nachází se ve výšce kolem 350 m n. m. Nejbližší město je Nová Moldava (Moldova Nouă) vzdáleno asi 11 km.  
Starostou je zde Ilie Boboescu, který je starostou též v obci Coronini.  
Dříve, část mužů pracovala v nedalekých rudných dolech v Nové Moldavě, jejichž provoz je však již ukončen. Ženy pravidelně jezdí na trh do Moldavy prodávat mléko, smetanu a sýry. Některé rodiny se živí také ubytováním turistů.

## Historie
- Už v závěru vlády Marie Terezie i v počátcích panování Josefa II. byli do oblasti Banátu, jež ležela na okraji Habsburské říše, transmigrováni tajní evangelíci a po vydání tolerančního patentu i netolerovaní deisté z východních Čech.[1][2]

- Gyorg Magyarly byl podnikatel, který si pronajal od vojenské správy téměř 13 tisíc jiter zdejších zalesněných pozemků, které měli podle smlouvy vymýtit kolonisté z Čech. Tak byla dne 1. května 1823 založena první česká vesnice na území současného Rumunska – Svatá Alžběta.[3]
- Následující rok byl pro dalších 100 českých rodin rozparcelovány pozemky pro vesnici Svatá Helena.[3]

Svatá Helena byla založena kryptoprotestanty z Čech roku 1824. Obyvatelé katolického vyznání se sem přestěhovali ze zrušené osady Svatá Ažběta, jež ležela nedaleko. Po 2. světové válce reemigrovalo ze Svaté Heleny 580 lidí a počet obyvatel se snížil na 590 osob.
Cenným zdrojem k historii Svaté Heleny je Školská kronika, jejímž autorem je místní rodák, učitel Jan Schlögl (1871–1949).

## Obyvatelstvo
V roce 2021 žilo v obci 306 obyvatel, naprostou většinu tvoří Češi. Živí se převážně zemědělstvím, mezi nejvýznamnější plodiny zde patří pšenice a kukuřice. Část obyvatel zaměstnávaly nedaleké rudné doly, které však byly uzavřeny. 

## Pamětihodnosti
V obci stojí dva kostelíky: katolický pochází z roku 1879; původní evangelický z roku 1887 je využíván baptisty. 

## Okolí
V okolí vesnice se nachází velké množství krasových útvarů. Mezi nejvýznamnější patří jeskyně Turecká díra a Kulhavá Skála. Geologicky bohaté podloží dokládají i všudypřítomné prohlubně v okolních polích.